# مارسين سوبكزاك
مارسين سوبكزاك (بالبولندية: Marcin Sobczak)‏ هو لاعب كرة قدم بولندي في مركز الهجوم، ولد في 20 يونيو 1987 في يزتشمبية ازدرويي في بولندا. لعب مع رتش شوروزو ولخ بوزنان.